# Metsovo
Metsovo (grčki: Μέτσοβο, vlaški: Aminciu), prijašnji Metsovon, je grad u Epiru u Pindskom gorju na sjeveru Grčke. Metsovo se nalazi između gradova Janjine sa sjevera i Meteore na jugu. Metsovo je najveće središte Vlaha i njihova načina života u današnjoj Grčkoj. 
Područje oko Metsova slovi kao hidrografske srce Grčke. To je stoga što kod Metsova izviru tri najveće Grčke rijeke: Penej (istočno od grada), Aoos (Vjose) sjeverno i Ahelos južno od grada. 
Grad je poznat po svojim lokalnim sirevima Metsovone i Metsovela vinarijama i vinogradima  (vinograd Katogi obitelji Averoff). Metsovo je današnjoj Grčkoj popularno skijalište i zimovalište.

## Rast stanovništva
| Godina | Gradsko stanovništvo | Promjene     | Stanovništvo općine |
| ------ | -------------------- | ------------ | ------------------- |
| 1981.  | 2705                 | –            | –                   |
| 1991.  | 2917                 | +212/+7,84 % | 4125                |
| 2001.  | 3195                 | +278/+9,53 % | 4417                |